# Take a Bow (Madonna)
"Take a Bow" je drugi singl američke pjevačice Madonne s njenog albuma Bedtime Stories, i ujedno njen singl koji se najduže zadržao na vodećoj poziciji Billboardove Hot 100 ljestvice. Pjesma je puštena kao singl u prosincu 1994. Uvrštena je na kompilacije najvećih hitova GHV2 (2001.) i Celebration (2009.) te kompilaciju naboljih balada Something to Remember (1995.).

## O singlu
"Take a Bow", Madonnin drugi singl sa šestog studijskog albuma Bedtime Stories, je njen 11. broj 1 na američkoj Billboard Hot 100 a na toj poziciji se zadržao 7 tjedana što je najviše od Madonninih singlova. Balada je napisana u suradnji Madonne i Babyfacea. Postala je Madonnin broj 1 nakon 3 godine, te najprodavaniji singl 1995.
Unatoč velikom uspjehu na ljestvicama, Madonna nikada pjesmu nije izvodila na svojim turnejama.
Pjesma je puštena u završnoj epizodi Prijatelja kada Rachel ide na aerodrom reći Rossu da zna da je on zaljubljen u nju. Također je korištena i u zadnjoj sezoni Beverly Hills, 90210.

## Uspjeh singla
"Take a Bow" je ogroman uspjeh Madonne na Billboard Hot 100 ljestvici. Bio je na samom vrhu ljestvice 7 tjedana, najduže što je njen singl uspjeo. Ujedno je i 5. broj 1 na Hot Adult Contemporary Tracks (nakon "Live to Tell", "La Isla Bonita", "Cherish" i "I'll Remember"). Ovo je i zadnji Madonnin singl do danas koji je boravio u Top 40 Hot R&B ljestvice. Madonna je za pjesmu osvojila MTVevu nagradu za najbolji ženski video.
Iako je u SAD-u singl zabilježio ogroman uspjeh, jedan je od jako rijetkih koji nije uspjeo doći u top 10 na britanskoj ljestvici, te je time prekinio niz od 35 uzastopnih top 10 hitova u UK. Bez obzira na to, singl je bio prodavaniji nego neki singlovi koji se jesu našli u top 10. U Kanadi je singl postao Madonnin 12. broj 1.

## Glazbeni video
Glazbeni video je snimljen između 3. – 8. studenog 1994 u španjolskom gradu Antequerau pod redateljskom palicom Michaela Hausmana. Madonna glumi ljubavnicu toreadora (kojeg glumi pravi toreador Emilio Muñoz) i moli za njegovu pažnju i prisutnost. Drugi to vide kao klasični priču u kojoj je toreador osjetio prijetnju i ljutnju, što je rezultiralo njegovim fizičkim zlostavljenjem i hladnokrvnim napuštanjem ljubavnice. Madonnin singl "You'll See" iz 1995. se vidi kao nastavak ovog spota jer oboje glavnig glumaca, Madonna i Emilio Munoz, glume i u ovom spotu.
Madonna je od režisera tražila španjolsku tematiku spota jer je u to vrijeme lobirala za ulogu Eve Peron za film Evita.
Video je smještena na 27. mjesto VH 1-ove ljestvice "50 najsexi vido trenutaka" 

## Popis obrada
- Singl

1. "Take a Bow" [Indasoul Remix] - 4:58
2. "Take a Bow" [Indasoul Instrumental] - 4:58
3. "Take a Bow" [Album Version] - 5:21
4. "Take a Bow" [Instrumental] - 5:21
5. "Take a Bow" [Silky Soul Mix] - 4:12
6. "Take a Bow" [Silky Soul Instrumental Mix] - 4:20

### Službene verzije
- Album Version (5:21)
- Album Version - Edit (4:31)
- Album Version - Instrumental (5:21)
- In Da Soul Remix (4:57)
- In Da Soul Remix - Edit (4:02)
- In Da Soul Remix - Instrumental (4:57)
- Silky Soul Remix (4:10)
- Silky Soul Remix - Instrumental (4:10)

## Uspjeh na ljestvicama
| Ljestvica (1994/1995)                 | Pozicija |
| ------------------------------------- | -------- |
| Australija                            | 15       |
| Austrija                              | 22       |
| Europa                                | 15       |
| Francuska                             | 25       |
| Irska                                 | 17       |
| Italija                               | 2        |
| Japan                                 | 10       |
| Kanada                                | 1        |
| Nizozemska                            | 39       |
| Novi Zeland                           | 9        |
| Norveška                              | 13       |
| Njemačka                              | 18       |
| Švedska                               | 19       |
| Švicarska                             | 8        |
| Ujedinjeno Kraljevstvo                | 16       |
| U.S. Billboard Hot 100                | 1        |
| U.S. Billboard Pop Songs              | 1        |
| U.S. Billboard Hot Adult Contemporary | 1        |
| U.S. Billboard Rhythmic Top 40        | 4        |
| U.S. ARC Weekly Top 40                | 1        |

| Država            | Certifikacija |
| ----------------- | ------------- |
| Sjedinjene Države | Zlatna        |

| Ljestvica (1995)     | Pozicija |
| -------------------- | -------- |
| Kanada               | 3        |
| US Billboard Hot 100 | 8        |

| Ljestvica (1990–1999) | Poszicija |
| --------------------- | --------- |
| US Billboard Hot 100  | 24        |